# Immuunrespons

De verworven immuunrespons tegen een virusinfectie bestaat uit verschillende delen, een antilichaamrespons en een T-celrespons

Een immuunrespons is een fysiologische reactie van het lichaam op een ziekteverwekker of andere lichaamsvreemde stof. Het is een breed begrip: 'immuunrespons' kan verwijzen naar de productie van antilichamen (antilichaamrespons), de activatie van T-cellen (T-celrespons), het aanzetten van fagocytose of de ontstekingsreactie. Het gaat dus altijd om de activatie van (een onderdeel van) het immuunsysteem.
In de humorale afweer maakt men vaak onderscheid tussen een primaire en secundaire immuunrespons, die verschillen in de hoeveelheid en het type van antilichamen die gevormd worden. Dit principe wordt het immunologisch geheugen genoemd. Bij sommige individuen komt het immuunsysteem tegen de lichaamseigen cellen in actie. Men spreekt van een auto-immuunrespons.
Het immuunsysteem is ook in staat om tegen kankercellen in actie te komen: de zogenaamde antitumorrespons. Deze wordt voornamelijk verzorgd door cytotoxische T-cellen en NK-cellen, die een kankercel kunnen herkennen en specifiek doden.